# ادوارد واناسمه
ادوارد واناسمه (انگلیسی: Eduard Vanaaseme؛ ۲۵ ژوئیه ۱۸۹۸ – ۲ مارس ۱۹۹۱) وزنه‌بردار اهل استونی بود.
وی در مسابقات بین‌المللی در مجموع برندهٔ ۱ مدال نقره شده‌است.